# Povestirile răposatului Ivan Petrovici Belkin
Povestirile răposatului Ivan Petrovici Belkin (rusă По́вести поко́йного Ива́на Петро́вича Бе́лкина) este o serie de povestiri ale scriitorului rus Aleksandr Pușkin, scrise în 1830.
Povestirile lui Belkin au fost scrise de Pușkin în toamna anului 1830, la Boldino. Prima dintre ele, „Dricarul”, poartă în manuscris data de 9 septembrie; urmează apoi „Capitanul de poștă” - 14 septembrie, „Domnișoara țărăncuță” - 20 septembrie, „Împușcătura” și „Viscolul” - octombrie. La 9 decembrie, Pușkin îi comunică „în mare secret” lui P. A. Pletniov că a scris în proză, cinci povestiri, „care l-au făcut pe Baratânschi să necheze și să dea din copite”. În aprilie 1831, poetul citește la Moscova aceste povestiri lui M. P. Pogodin.
Pentru a deruta cenzura personală a țarului, Pușkin a hotărât să publice povestirile anonim, dând drept autor un nume fals, pe „răposatul Belkin”. Pușkin a alăturat acestui ciclu de povestiri prefața intitulată „Cuvântul editorului”, scrisă în vara anului 1831. Înainte de a trimite povestirile la tipar, Pușkin a schimbat ordinea lor inițială, după data la care au fost scrise, așa încât „Împușcătura” și „Viscolul” au fost trecute la începutul culegerii.
Pletniov, care a căpătat manuscrisul prin N. V. Gogol, s-a ocupat de publicarea povestirilor. Pușkin îl ruga pe Pletniov într-o scrisoare: „Să-i șoptești numele meu lui Smirdin, pentru ca el, la rândul lui, să-l șoptească cumpărătorilor”. Povestirile au fost publicate la sfârșitul lui octombrie 1831 și, după mărturia criticului Vissarion Belinski, „au fost primite cu răceală de public și cu mai multă răceală de reviste”. Aceasta nu l-a turburat pe Pușkin.
Povestirile lui Belkin au apărut pentru prima oară cu specificarea completă a numelui autorului de abia în 1834.